# Les Maîtres du tonnerre
Les Maîtres du tonnerre est une bande dessinée du Néerlandais Hans Kresse publiée en 1974 par Casterman, premier tome de sa série Les Peaux-Rouges.

## Prix
- 1977 : Prix de la meilleure œuvre réaliste étrangère au festival d'Angoulême

## Documentation
- Thierry Groensteen, « Les Maîtres du tonnerre », dans Primé à Angoulême, Éditions de l'An 2, 2003, p. 18-19.